# Raión de Vetka
Vetka (en bielorruso: Ве́ткаўскі раён) es un raión o distrito de Bielorrusia, en la provincia (óblast) de Gómel. Su capital es Vetka.
Comprende una superficie de 1 559 km².

## Demografía
Según estimación 2010 contaba con una población total de 18 766 habitantes.

## Subdivisiones
Comprende la ciudad subdistrital de Vetka (la capital) y los siguientes once consejos rurales:
- Vialíkiya Niamkí
- Danílavichy
- Malyya Niamkí
- Néhliubka
- Prysnó
- Ráduha
- Sviatsílavichy
- Staubún
- Jalch
- Sharstsín
- Yanova